# Bobrůvka (potok)
Bobrůvka je potok, pravostranný přítok řeky Olše (polsky Olza), který má délku 12,66 km.
Potok má svůj pramen ve výšce okolo 390 m n. m. za západním svazích Chelmu, v Hodišově na Slezském podhůří. Teče v okrese Těšín ve Slezském vojvodství. Protéká přes Bažanovice, dále přes historická místa na hranici Těšína, mezi Guldovy na severu a Mníškem na jihu, následně protéká Bobrkem, odkud teče podél železniční trati číslo Bielsko-Biała – Cieszyn na Fryštátské předměstí, zde od severní strany obtéká Zámecký vrch. Do Olše pak vtéká na hranici Malé Louky a Bohušovic.